# Nuria Calvet
Núria Pilar Calvet Cuni (nacida en 1950) es una astrónoma, investigadora y profesora venezolana que estudia la formación estelar y la evolución de los discos protoplanetarios alrededor de estrellas jóvenes. Es Profesora Colegiada de Astronomía Helen Dodson Prince en la Universidad de Michigan.Fue la primera mujer en trabajar como astrónoma profesional en Venezuela.Calvet estudia las primeras etapas de la vida de las estrellas y de los planetas que las rodean.

## Educación y carrera
Calvet nació en Caracas en 1950. Después de estudiar en la Universidad Central de Venezuela, obtuvo un título de licenciatura en la Universidad Nacional Autónoma de México en 1973. Continuó sus estudios en la Universidad de California, Berkeley, obteniendo una maestría en 1975 y completando su doctorado en 1981.Su tesis fue sobre el Modelo de atmósferas para estrellas de T Tauri.
Trabajó para el Centro de Investigaciones de Astronomía en Venezuela de 1981 a 1997, convirtiéndose en vicepresidenta del centro.Luego, se convirtió en astrónoma en el Centro Harvard-Smithsoniano de Astrofísica. En 2005 se trasladó a su puesto actual en la Universidad de Michigan.

## Reconocimiento
Calvet recibió en 1979 el Premio Dorothea Klumpke Roberts, del Departamento de Astronomía de la Universidad de California, Berkeley, por sus destacados logros en los inicios de su carrera de investigación científica como estudiante de postgrado.
Calvet recibió en 1987 el Premio de Ciencias Lorenzo Mendoza Fleury, el galardón científico privado de más alto nivel de Venezuela.Fue la primera mujer en recibir este premio.